# Obolus

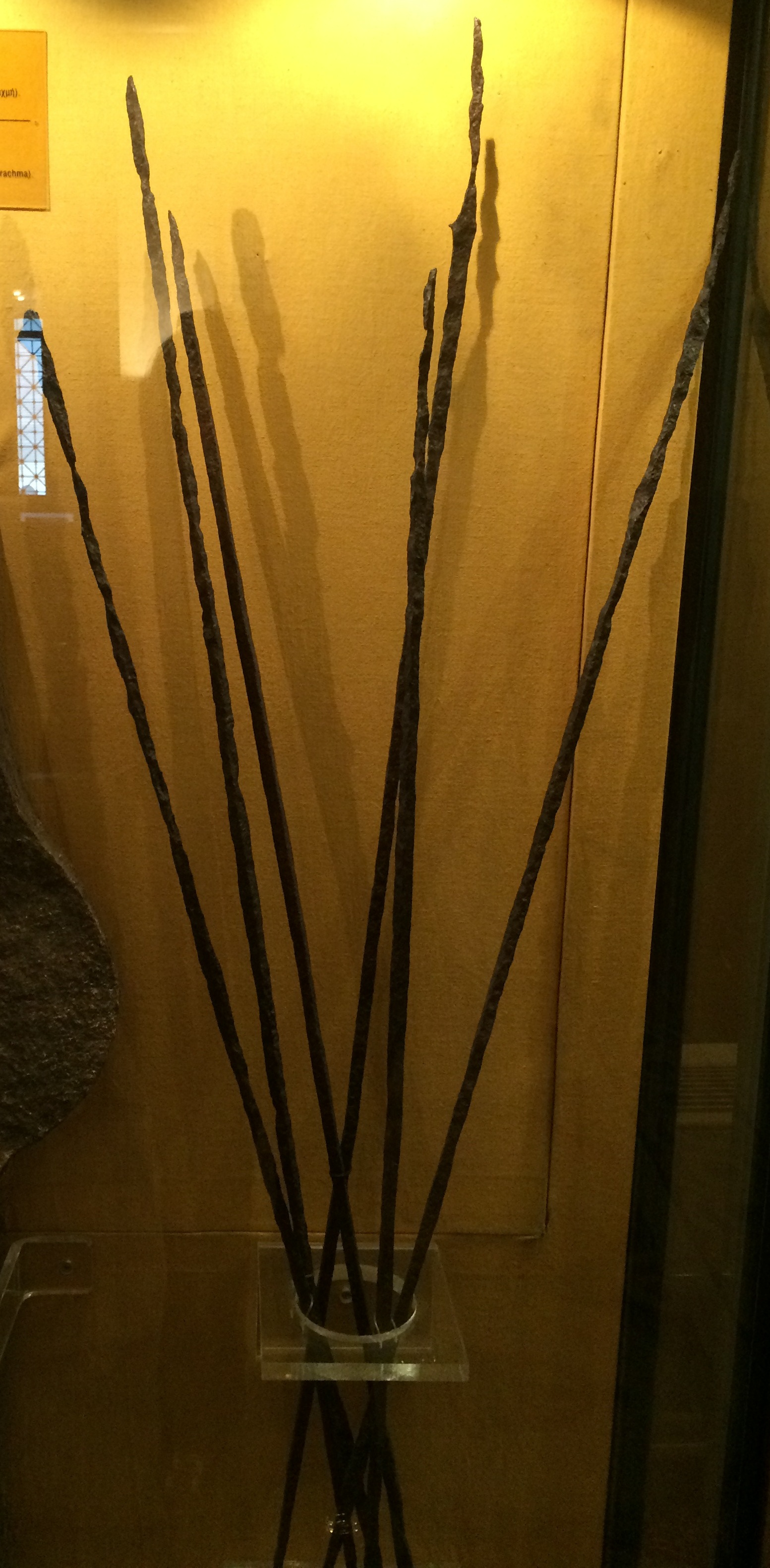
Hat vaspálca, azaz obolus

Az obolus (egyéb névváltozat: obolosz vagy obol, ógörögül ὀβολός, latinul gyakran obulus is) különféle érmék elnevezése. Az ókori Hellászban a cserekereskedelmet kb. i. e. 8. században felváltotta az árupénz. A poliszokban a közösségi szolgálatért cselekvő polgárok egy-egy vaspálcát (görögül obelosz vagy obulusz) kaptak, amelyet az illető beválthatott élelmiszerre. A kapott pálcák idővel már önálló értékkel bírtak, vagyis a cserekereskedelem alapjaivá váltak, forgalomképesekké lettek.
A vaspálcák nehézkes használatát a kr.e. VII. században az argoszi Pheidon király kivezette, és helyette az ezüstből vert gombnyi érméket, a ma jól ismert pénzérméket hozta forgalomba. A mindennapi pénz formája megváltozott, pálcákból kerek érme lett, de az elnevezés megmaradt, azaz továbbra is obelosznak/obulusznak nevezték.
Még a pálcák használata során megjelent a nagyobb érték igénye, így az egy marékban elférő hat pálca ért egységet. Az egy marék görög szava a drachma. Mint ahogy az obulusz, úgy a drachma szóhasználata is megmaradt a vaspálcák kivezetése után is, az érmék térnyerésével.
A középkori pénzverésben az I. András magyar király idején megjelenő féldénárt nevezzük obolusnak. Az újkorban a modern görög drachma (mely a Latin Éremunió részét képezte) századrészét nevezték obolosznak.

## Az ókorban

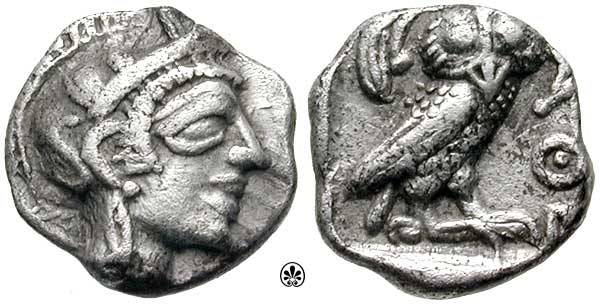
Attika, Athén. Kr. e. 449. után.

Az ókori Görögországban a cserekereskedelmet kb. az i. e. 8. században felváltotta az árupénz. A poliszokban a közösségi szolgálatért cselekvő polgárok egy-egy vaspálcát (görögül obelosz vagy obulusz) kaptak, amelyet az illető beválthatott élelmiszerre. A kapott pálcák idővel már önálló értékkel bírtak, vagyis a cserekereskedelem alapjaivá váltak, forgalomképesekké lettek.
A vaspálcák nehézkes használatát az i. e. 7. században az argoszi Pheidon király kivezette, és helyette az ezüstből vert gombnyi érméket, a ma jól ismert pénzérméket hozta forgalomba. A mindennapi pénz formája megváltozott, pálcákból kerek érme lett, de az elnevezés megmaradt, azaz továbbra is obelosznak/obulusznak nevezték. Még a pálcák használata során megjelent a nagyobb érték igénye, így az egy marékban elférő hat pálca ért egységet. Az egy marék görög szava a drachma. Mint ahogy az obulusz, úgy a drachma szóhasználata is megmaradt a vaspálcák kivezetése után is, az érmék térnyerésével.
Legelterjedtebb az attikai obolosz volt, értéke mintegy 0,5 gramm. Pénzként ezüst-, bronz- vagy rézérmét jelölt, melyből hat darab ért egy drachmát. Athénban 8 khalkosz ért egy ezüst oboloszt, míg Spártában – Plutarkhosz szerint – 4 khalkosz értékű vas oboloszt vertek.

## A középkorban
A középkori Közép-Európában egy kis értékű ezüstpénzt neveztek obolusnak, amelyet Magyarországon, Csehországban, Lengyelországban stb. vertek. A magyar obolus fél dénárt ért.

## Az újkorban
Az újkori Görögországban is használták súlymértékként az oboloszt, mely egy decigrammnak (0,1 g) felel meg.